# Glenfoyle
Glenfoyle, auch Gargunnock, Kepp (beziehungsweise Easterkepp und Westerkepp) oder Dasherhead genannt, war eine Whiskybrennerei in Gargunnock, Stirling, Schottland. Der erzeugte Brand war somit der Whiskyregion Highlands zuzuordnen.

## Geschichte
Die Brennerei wurde 1795 von David Cassells als Kepp-Brennerei gegründet. Im Jahre 1813 übernahm Cassells Sohn John den Betrieb und spaltete ihn in zwei Brennereien, genannt Easterkepp und Westerkepp, auf und veräußerte Westerkepp an Robert Bell. 1842 ging Easterkepp bankrott und wurde nie wieder eröffnet, während Westerkepp nun als Dasherhead-Brennerei weiterhin aktiv war. Innerhalb der folgenden Jahrzehnte wurde der Name Glenfoyle eingeführt. Der Betrieb gelangte 1870 in die Hände von John Johnston, auch Inhaber der Gleniffer-Brennerei, und ging 1880 an James Calder, dem Eigentümer der Bo’ness-Brennerei. 1921 wurde das Unternehmen an John Dewar & Sons veräußert, die es schließlich 1923 schlossen. Die Lagerhäuser wurden noch viele Dekaden lang genutzt. Die Gebäude sind teilweise bis heute erhalten.
Als Alfred Barnard im Rahmen seiner bedeutenden Whiskyreise im Jahre 1886 die Brennerei besuchte, verfügte sie über eine jährliche Produktionskapazität von 30.000 Gallonen. Es standen eine 1050 Gallonen fassende Grobbrandblase sowie eine Feinbrandblase mit einer Kapazität von 650 Gallonen zur Verfügung.

## Weiterführende Informationen
- Eintrag auf scotlandsplaces.gov.uk
- M. S. Moss, J. R. Hume: The making of Scotch whisky, James & James, 1981. ISBN 0-907-38300-9